# サラエヴォ国際空港

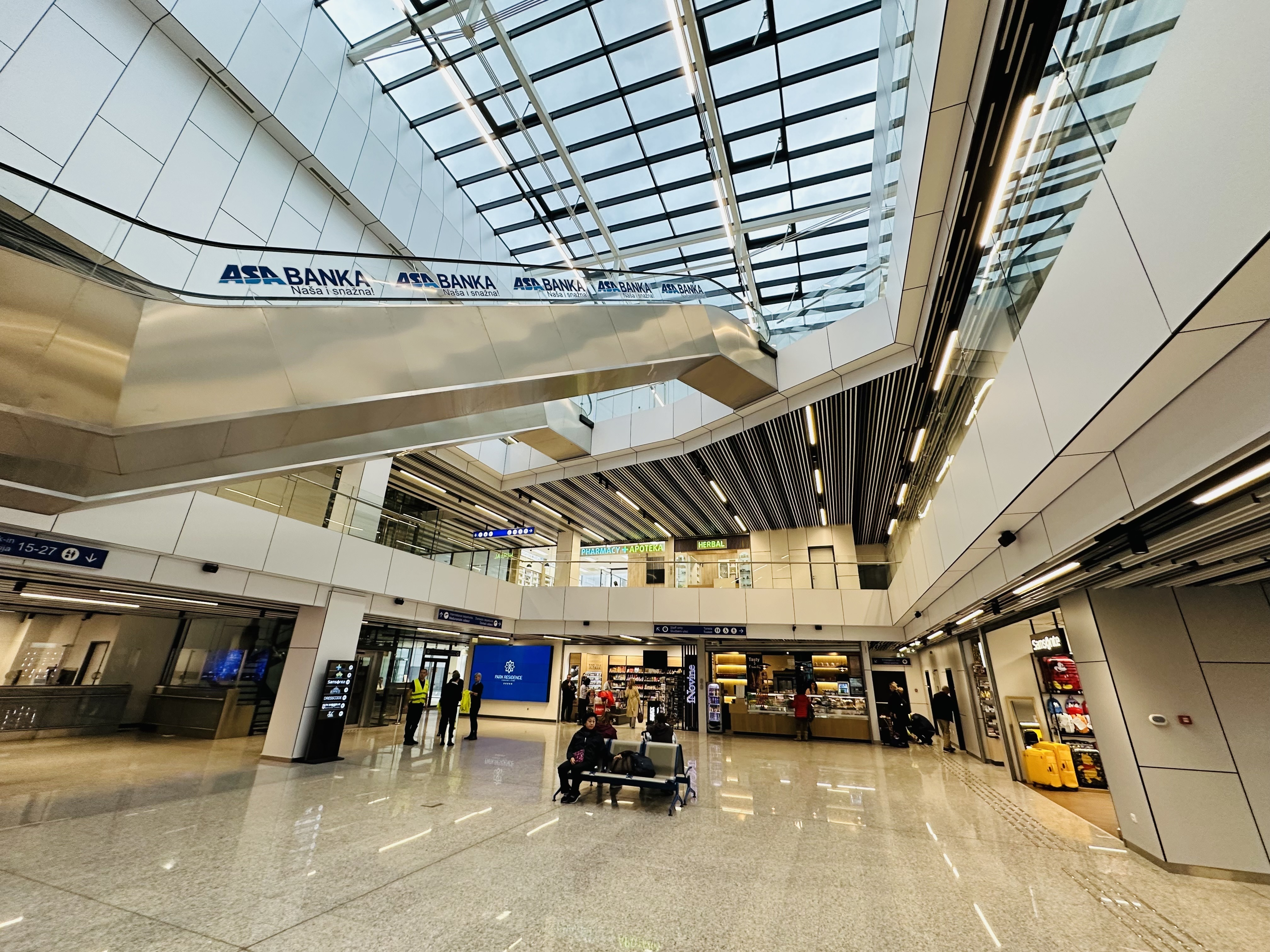
チェックインカウンター

サラエヴォ国際空港（サラエヴォこくさいくうこう、ボスニア語: Međunarodni Aerodrom Sarajevo、クロアチア語: Međunarodna zračna luka Sarajevo、セルビア語: Међународни аеродром Сарајево）は、ボスニア・ヘルツェゴヴィナの首都サラエヴォにある国際空港。同国のフラッグ・キャリアであるフライボスニアのハブ空港である。

## 歴史
1960年代半ば頃、既存の小規模飛行場では需要に対応できないため、大規模な空港が計画された。サラエヴォから35km離れたソコラツに空港を造るという提案が退けられた後、1966年、現在の場所で空港の建設が始まった。
1969年6月2日、サラエヴォ・イリジャ空港（Sarajevo-Ilidža Airport）が開港。1970年には、初の国際線としてドイツ・フランクフルト向け国際線が就航した。1984年、サラエヴォオリンピックに合わせて最初の拡張工事が完成。滑走路が200メートル延長された。
1992年、ボスニア・ヘルツェゴビナ紛争の始まった最初の週に、空港はセルビア人勢力によって支配された。同年6月より空港は国連の管理下に置かれ、人道援助用などに使用されたが、戦禍で大きく破壊された。また包囲下のサラエヴォから脱出する唯一の方法が、空港の滑走路を渡って向こう側にある政府の支配領域に着くことであったため、滑走路の下にトンネルが掘られるまで、およそ800人がセルビア人勢力の狙撃手に射殺されると言う悲劇も起こった。
1995年12月のデイトン合意成立後、1996年8月16日に民間航空事業が再開、空港は改修、再整備された。2003年10月に元ボスニア・ヘルツェゴビナ大統領アリヤ・イゼトベゴヴィッチが死去すると、彼の栄誉を称えて空港の改称が決定されたが、そのような名前の変更はボシュニャク人でない市民を疎遠にし、和解プロセスの土台を崩してしまうだろうと言う理由から、2005年10月18日、ボスニア・ヘルツェゴビナ上級代表のパディ・アシュダウン（Paddy Ashdown）によって、この改称は中止させられた。
空港が再開した1996年にはわずか25,000人であった利用客は、10年後の2006年には466,186人に増加し、更に2008年には506,398人を記録している。

## 就航路線
2023年11月現在
| 航空会社                               | 就航地                                                    |
| -------------------------------------- | --------------------------------------------------------- |
| エア・セルビア                         | ベオグラード                                              |
| クロアチア航空                         | ザグレブ                                                  |
| オリンピック航空                       | スコピエ                                                  |
| ウィズエアー                           | ロンドン/ルートン                                         |
| オーストリア航空                       | ウィーン                                                  |
| LOTポーランド航空                      | ワルシャワ                                                |
| スイス インターナショナル エアラインズ | チューリッヒ                                              |
| ルフトハンザドイツ航空                 | フランクフルト                                            |
| ユーロウィングス                       | ケルン/ボン、シュトゥットガルト                           |
| ノルウェー・エアシャトル               | [季節運航] オスロ/ガーデモエン、ストックホルム/アーランダ |
| ターキッシュ・エアラインズ             | イスタンブール                                            |
| アナドルジェット                       | イスタンブール/サビハ                                     |
| ペガサス航空                           | イスタンブール/サビハ                                     |
| フライナス                             | ジェッダ                                                  |
| フライドバイ                           | ドバイ                                                    |
| サラムエア                             | マスカット                                                |

## 旅客数推移
|      | 旅客数    | 増減率 | 発着回数 |
| ---- | --------- | ------ | -------- |
| 2013 | 665,638   |        | 11,026   |
| 2014 | 709,901   | 06.6%  | 12,074   |
| 2015 | 772,904   | 08.8%  | 11,107   |
| 2016 | 838,966   | 08.5%  | 11,399   |
| 2017 | 957,971   | 014.2% | 12,775   |
| 2018 | 1,046,635 | 09.2%  | 13,432   |